# آرلین سورکین
آرلین سورکین (انگلیسی: Arleen Sorkin؛ زادهٔ ۱۴ اکتبر ۱۹۵۵ – درگذشتهٔ ۲۴ اوت ۲۰۲۳) یک هنرپیشه اهل ایالات متحده آمریکا بود. وی از سال ۱۹۸۳ میلادی تا سال ۲۰۱۱ میلادی مشغول فعالیت بوده‌است.
از فیلم‌ها یا مجموعه‌های تلویزیونی که وی در آن‌ها نقش داشته است می‌توان به فریژر، تد و ونوس و خیال باطل اشاره نمود.